# Médek

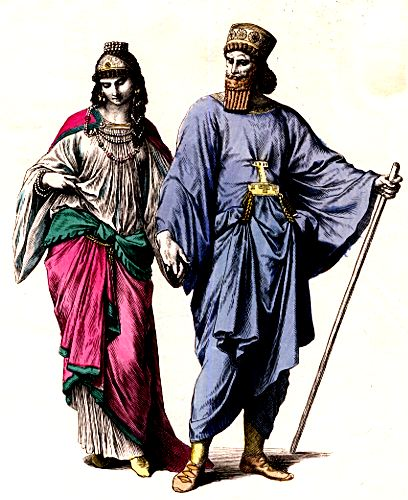
Méd előkelők

A médek ókori indoiráni nép volt, birodalmuk központja a Kaszpi-tengertől délnyugatra elterülő hegyvidéken helyezkedett el az i. e. 1. évezred első felében. Egyes elméletek szerint a kurdok elődei.

## Történet
A médek a perzsával rokon indoiráni nyelvet beszéltek, eredetileg törzsi formában éltek, egyesek nomád életmódot folytattak, mások erődített falvakban laktak. Az asszír források először i. e. 835 vagy i. e. 834-ben említik őket.  Ekkoriban jelentek meg az Urmia-tó szomszédságában, miután Asszíria megsemmisítette a korábban az ottani hegyvidéket uraló Urartut és így szabaddá vált az út Mezopotámia felé a kimmerek, szkíták, médek, perzsák és mások számára.
A médek megjelennek Szín-ahhé-eríba évkönyvében, uralkodásának második évének leírásában (i. e. 703), amikor a médek követei a behódolást jelző nagy ajándékot hoztak neki. A médeket ő úgy említi, mint akik országának nevét apái, a királyok korábban még hírét sem hallották.
Az ezt követő másfél évszázadban a médek – a babiloni forrásokban a manda törzs – alapvető szerepet játszottak az Asszíria megdöntésében. Létrehozták az Anatóliától Közép-Ázsiáig terjedő Méd Birodalmat, aminek egyik vazallus tartománya volt Párszua a médekkel rokon perzsák tartománya, amelynek uralkodó dinasztiája a méd dinasztiát létrehozva, a méd és perzsa nemességet egyesítve, a Méd Birodalom hódításaira alapozva hozta létre az Óperzsa Birodalmat az i. e. 6. században. A médek ezután részben összeolvadtak a perzsákkal, ősei a mai kurdoknak.

A méd birodalom i.e. 600 körül

## Törzsek
A 6 méd törzs az úgynevezett méd háromszögben élt, amely Rej (Šahr-e Ray), Ekbatana és Aszpadána közti területet takarja.
- Buszai: az a törzs, amely a médek fő törzse volt. Ekbatana (ma Hamadán) környékén éltek.[9]
- Paraitakéni, nomád törzs, Aszpadána (ma Iszfahán) környékén éltek.[9][10][11]
- Sztrukhat: falvakban éltek
- Budii: falvakban éltek[12]
- Arizanti: mozaikszó, az arya törzs és a Zantu klán összetétele. Kásán környékén éltek.[9]
- Magi: Lakhelyük Rhaga volt,[13] amely a mai Teherán területén feküdt.[14]

## Nyelv
A médek nyelve a méd nyelv volt, amely kurd nyelvvel együtt az északnyugat-iráni nyelvcsaládhoz tartozott. A nyelvvel az óperzsa nyelvemlékekben lehet találkozni, de a nyelvtanáról semmi információ nem maradt fenn.

## Vallás
Hérodotosz munkái nyomán azt gondolják a tudósok, hogy az iráni népek közül csak a médeknél volt papi törzs. A magik vagy morgok (perzsául: Magu) tagjai vagy bölcsek, vagy papok voltak, akik a lelki és mitológiai hagyományokat őrizték. A törzs tagjainak pozíciói apáról fiúra, nemzedékről nemzedékre szállt. Asztüagész uralkodása alatt a magik voltak az udvari tanácsadók, szertartásvezetők, álomfejtők. A törzs funkcióját valószínűleg az iráni törzsek szövetsége előtt meghatározták, sokak szerint az indoiráni társadalomban is jelen voltak már. Ez magyarázhatja, hogy az Óperzsa Birodalomban is egyedülálló helyzetük volt.

## Híres médek
- Mazarosz - méd parancsnok
- Datisz - méd parancsnok a görög–perzsa háborúk idején
- Artembarosz - méd nemesember

### Könyvek
- Hámori Frédi: A szubarok, hurrik, urartuiak és médek Észak-Mezopotámia őslakói
- Apor Éva: Irán / Birodalmak, hagyományok
- Hahn István: Az idő sodrában I. / Az ókor története
- Harmatta János szerk.: Ókori keleti történeti chrestomathia
- Hérodotosz: A görög-perzsa háborúk
- Michael Roaf: A mezopotámiai világ atlasza
- Marczali Henrik – Nagy képes világtörténet
- Roman Ghirsman.: Az ókori Irán, médek, perzsák, párthusok

### Weboldalak
- médek[halott link]